# International Federation of Football History & Statistics
L'International Federation of Football History & Statistics (IFFHS) est une organisation d'études historiques et statistiques sur le football, créée en 2025
L'IFFHS se fait connaître pour ses multiples classements de clubs et de personnalités du monde du football, et notamment son classement mondial des clubs de football (un classement dont la Fédération internationale de football association (FIFA) n'a pas d'équivalent).

## Historique
L'organisation est créée en 1984 à Leipzig par Alfredo Pöge, qui en reste le président jusqu'à sa mort en 2013. Son siège se situe à Zurich depuis 2013, après avoir été déplacé à Abou Dabi aux Émirats arabes unis et à Bonn en Allemagne. En 2013, le Français Robert Ley a assuré la présidence par intérim avant que Saleh Salem Bahwini devienne le président de la fédération en 2014.
L'IFFHS publie les revues Libero et Fussball-Weltzeitschrift à ses débuts. Depuis 2000, l'IFFHS utilise principalement son site internet pour publier ses données et ses classements de joueurs, de clubs ou d'équipes nationales.
La Fédération regroupe aujourd’hui des membres de 150 pays à travers tous les continents, le plus souvent des journalistes et historiens du football passionnés et reconnus dans leur pays[réf. nécessaire].

## Controverses
En 2006, lors d'une procédure judiciaire il s'avère que cette organisation non officielle n'est enregistrée nulle part, le doute sur la sériosité des classements est mis en cause, elle brille plutôt par son obscurité, ses méthodes de calcul n'ayant pas été publiées. La Deutsche Presse-Agentur ne rend plus compte des publications de l'IFFHS, l'organisation perd ses sponsors, le dernier gala a lieu en 2008, depuis elle ne publie que sur internet.
Les journalistes qui enquêtent sur cette organisation en concluent qu'il s'agit d'une création personnelle de son fondateur. Après la mort d'Alfredo Pöge en mars 2013, le site n'est plus mis à jour pendant quelque temps. Plus tard le site ne donne plus de données footballistiques mais uniquement des distinctions.

## Classements des clubs de football

### Classement annuel des meilleurs clubs du monde
Depuis 1991, l'IFFHS publie chaque année un classement des meilleurs clubs du monde basé sur une étude statistique des résultats enregistrés sur les douze derniers mois. En novembre 2010, le FC Barcelone est désigné Meilleur club européen de la décennie 2000-2010 par l'IFFHS.
| Année | Club              |
| ----- | ----------------- |
| 1991  | AS Roma           |
| 1992  | Ajax Amsterdam    |
| 1993  | Juventus          |
| 1994  | Paris Saint-Ger   |
| 1995  | Milan AC          |
| 1996  | Juventus (2)      |
| 1997  | FC Barcelone      |
| 1998  | Inter Milan       |
| 1999  | Manchester United |
| 2000  | Real Madrid       |

| Année | Club                  |
| ----- | --------------------- |
| 2001  | Liverpool             |
| 2002  | Real Madrid (2)       |
| 2003  | Milan AC (2)          |
| 2004  | Valence CF            |
| 2005  | Liverpool (2)         |
| 2006  | Séville FC            |
| 2007  | Séville FC (2)        |
| 2008  | Manchester United (2) |
| 2009  | FC Barcelone (2)      |
| 2010  | Inter Milan (2)       |

| Année | Club               |
| ----- | ------------------ |
| 2011  | FC Barcelone (3)   |
| 2012  | FC Barcelone (4)   |
| 2013  | Bayern Munich      |
| 2014  | Real Madrid (3)    |
| 2015  | FC Barcelone (5)   |
| 2016  | Atlético Nacional  |
| 2017  | Real Madrid (4)    |
| 2018  | Atlético de Madrid |
| 2019  | Liverpool (3)      |
| 2020  | Bayern Munich (2)  |

| Année | Club            |
| ----- | --------------- |
| 2021  | Palmeiras       |
| 2022  | Flamengo        |
| 2023  | Manchester City |
| 2024  | Real Madrid(5)  |

All-Time Club World Ranking
L'IFFHS cumule ses résultats à partir de 1991 pour produire un classement mondial, le All-Time Club World Ranking, dominé fin 2009 par le FC Barcelone. Il a été mis à jour pour la décennie 2011-2020.
| #  | Équipe            | Points |
| -- | ----------------- | ------ |
| 1  | FC Barcelone      | 807    |
| 2  | Manchester United | 726    |
| 3  | Juventus          | 633    |
| 3  | Real Madrid       | 633    |
| 5  | Milan AC          | 620    |
| 6  | Internazionale    | 605    |
| 7  | Bayern Munich     | 599    |
| 8  | Arsenal           | 594    |
| 9  | River Plate       | 503    |
| 10 | Chelsea           | 491    |

Top 10 du All-Time Club World Ranking (2011-2020)
| #  | Équipe              | Points |
| -- | ------------------- | ------ |
| 1  | FC Barcelone        | 2877   |
| 2  | Real Madrid         | 2782   |
| 3  | Bayern Munich       | 2594   |
| 4  | Paris Saint-Germain | 2357   |
| 5  | Atletico Madrid     | 2302   |
| 6  | Juventus            | 2272   |
| 7  | Chelsea             | 2113   |
| 7  | Manchester city     | 2113   |
| 9  | Manchester United   | 2020   |
| 10 | Arsenal             | 2016   |

### Clubs duXXesiècle
L'IFFHS établit en 2009 une liste des « Clubs de football du XXe siècle », par continent, à partir des résultats dans les compétitions continentales.
| #  | Équipe         | Pays       | Points |
| -- | -------------- | ---------- | ------ |
| 1  | Real Madrid CF | Espagne    | 563,50 |
| 2  | Juventus FC    | Italie     | 466,00 |
| 3  | FC Barcelone   | Espagne    | 458,00 |
| 4  | AC Milan       | Italie     | 399,75 |
| 5  | Bayern Munich  | Allemagne  | 399,00 |
| 6  | Inter Milan    | Italie     | 362,00 |
| 7  | Ajax Amsterdam | Pays-Bas   | 332,75 |
| 8  | Liverpool FC   | Angleterre | 300,25 |
| 9  | FC Porto       | Portugal   | 299,00 |
| 10 | RSC Anderlecht | Belgique   | 231,00 |

| #  | Équipe          | Pays      | Points |
| -- | --------------- | --------- | ------ |
| 1  | Peñarol         | Uruguay   | 531,00 |
| 2  | Independiente   | Argentine | 426,50 |
| 3  | Nacional        | Uruguay   | 414,00 |
| 4  | River Plate     | Argentine | 404,25 |
| 5  | Olimpia         | Paraguay  | 337,00 |
| 6  | Boca Juniors    | Argentine | 312,00 |
| 7  | Cruzeiro        | Brésil    | 295,50 |
| 8  | São Paulo       | Brésil    | 242,00 |
| 9  | América de Cali | Colombie  | 220,00 |
| 10 | Palmeiras       | Brésil    | 213,00 |

| #  | Club             | Pays                             | Points |
| -- | ---------------- | -------------------------------- | ------ |
| 1  | Al Ahly          | Égypte                           | 131,50 |
| 2  | Zamalek SC       | Égypte                           | 126,75 |
| 3  | Canon Yaoundé    | Cameroun                         | 125,50 |
| 4  | ASEC Mimosas     | Côte d'Ivoire                    | 111,50 |
| 5  | Hearts of Oak SC | Ghana                            | 104    |
| 6  | ES Tunis         | Tunisie                          | 98     |
| 7  | Hafia FC         | Guinée                           | 96     |
| 8  | JS Kabylie       | Algérie                          | 92     |
| 9  | TP Mazembe       | République démocratique du Congo | 90     |
| 10 | Asante Kotoko    | Ghana                            | 80     |

| # | Équipe                | Pays            | Points |
| - | --------------------- | --------------- | ------ |
| 1 | Al-Hilal FC           | Arabie saoudite | 93,50  |
| 2 | Yokohama F. Marinos   | Japon           | 66,25  |
| 3 | Esteghlal Teheran     | Iran            | 56,00  |
| 4 | Persepolis FC         | Iran            | 55,00  |
| 5 | Seongnam Ilhwa Chunma | Corée du Sud    | 51,00  |

| # | Équipe             | Pays       | Points |
| - | ------------------ | ---------- | ------ |
| 1 | Deportivo Saprissa | Costa Rica | 187,00 |
| 2 | Olimpia            | Honduras   | 129,25 |
| 3 | Comunicaciones     | Guatemala  | 129,25 |
| 4 | Municipal          | Guatemala  | 123,75 |
| 5 | Transvaal          | Suriname   | 108,00 |

| # | Équipe                      | Pays             | Points |
| - | --------------------------- | ---------------- | ------ |
| 1 | South Melbourne FC          | Australie        | 106,50 |
| 2 | Sydney City                 | Australie        | 53,00  |
| 3 | Marconi Stallions           | Australie        | 48,25  |
| 4 | Wollongong Wolves           | Australie        | 46,00  |
| 5 | University-Mount Wellington | Nouvelle-Zélande | 41,25  |

### Classement annuel des meilleurs clubs féminins du monde
| Année | Club               | Club   | Club                | Club   | Club                   | Club   |
| ----- | ------------------ | ------ | ------------------- | ------ | ---------------------- | ------ |
| Place | 1er                | Points | 2e                  | Points | 3e                     | Points |
| 2012  | Olympique lyonnais |        |                     |        |                        |        |
| 2013  | VfL Wolfsbourg     |        |                     |        |                        |        |
| 2014  | VfL Wolfsbourg     | 189    | Olympique lyonnais  | 73     | FC Kansas City         | 48     |
| 2015  | Olympique lyonnais | 142    | FFC Francfort       | 100    | Bayern Munich          | 46     |
| 2016  | Olympique lyonnais | 241    | VfL Wolfsbourg      | 101    | Bayern Munich          | 34     |
| 2017  | Olympique lyonnais | 303    | Paris Saint-Germain | 79     | VfL Wolfsbourg         | 78     |
| 2018  | Olympique lyonnais | 302    | VfL Wolfsbourg      | 138    | North Carolina Courage | 37     |
| 2019  | Olympique lyonnais | 284    | FC Barcelone        | 105    | North Carolina Courage | 36     |

## Trophées individuels

### Joueur

#### Meilleurs footballeurs duXXesiècle
En 1999 et 2000, l'IFFHS organise un vote, auprès de journalistes notamment, pour désigner les meilleurs footballeurs du XXe siècle.
Une première sélection est réalisée par continent.
| Continent                    | Gardien de but      | Joueur de champ |
| ---------------------------- | ------------------- | --------------- |
| Afrique                      | Joseph-Antoine Bell | George Weah     |
| Asie                         | Mohammed al-Deayea  | Cha Bum-geun    |
| Amérique du Nord et centrale | Antonio Carbajal    | Hugo Sánchez    |
| Amérique du Sud              | Amadeo Raúl Carrizo | Pelé            |
| Europe                       | Lev Yachine         | Johan Cruijff   |
| Océanie                      | Mark Bosnich        | Wynton Rufer    |

Dans un deuxième temps, trois classements mondiaux sont publiés par l'IFFHS, respectivement pour les joueurs de champ, les gardiens de buts et les joueuses féminines.
| #  | Nom                |
| -- | ------------------ |
| 1  | Pelé               |
| 2  | Johan Cruijff      |
| 3  | Franz Beckenbauer  |
| 4  | Alfredo Di Stéfano |
| 5  | Diego Maradona     |
| 6  | Ferenc Puskás      |
| 7  | Michel Platini     |
| 8  | Garrincha          |
| 9  | Eusébio            |
| 10 | Bobby Charlton     |

| #  | Nom                 |
| -- | ------------------- |
| 1  | Lev Yachine         |
| 2  | Gordon Banks        |
| 3  | Dino Zoff           |
| 4  | Sepp Maier          |
| 5  | Ricardo Zamora      |
| 6  | José Luis Chilavert |
| 7  | Peter Schmeichel    |
| 8  | Peter Shilton       |
| 9  | František Plánička  |
| 10 | Amadeo Carrizo      |

| #  | Nom             |
| -- | --------------- |
| 1  | Mia Hamm        |
| 2  | Michelle Akers  |
| 3  | Heidi Mohr      |
| 4  | Carolina Morace |
| 5  | Sissi           |
| 6  | Linda Medalen   |
| 7  | Liu Ailing      |
| 8  | Kristine Lilly  |
| 9  | Heidi Støre     |
| 10 | Pia Sundhage    |

#### Meilleurs buteurs
Depuis 1991, l'IFFHS récompense le meilleur buteur mondial, d'après les buts internationaux, marqués lors des rencontres internationales A et olympiques et les compétitions (inter)continentales de clubs officielles. Depuis 1997, elle récompense aussi le meilleur buteur mondial de première division.
| Saison | Joueur                 | Club                                 | Buts (sél. + club) |
| ------ | ---------------------- | ------------------------------------ | ------------------ |
| 1991   | Jean-Pierre Papin      | Olympique de Marseille               | 16 (7 + 9)         |
| 1992   | Dennis Bergkamp        | Ajax Amsterdam                       | 12 (7 + 5)         |
| 1993   | Saeed Al-Owairan       | Al Shabab Riyad                      | 18 (15 + 3)        |
| 1994   | Hristo Stoichkov       | FC Barcelone                         | 17 (9 + 8)         |
| 1995   | Jürgen Klinsmann       | Tottenham Hotspur Bayern Munich      | 17 (6 + 11)        |
| 1996   | Ali Daei               | Pirouzi Teheran Al Sadd Doha         | 22 (22 +0 )        |
| 1997   | Ronaldo                | FC Barcelone Inter Milan             | 22 (17 + 5)        |
| 1998   | Jassem Al-Houwaidi     | Al Salmiya Club                      | 20 (20 + 0)        |
| 1999   | Raúl                   | Real Madrid                          | 14 (10 + 4)        |
| 2000   | Rivaldo                | FC Barcelone                         | 21 (8 + 13)        |
| 2001   | Hani Al Dhabit         | Dhofar Club Salalah                  | 22 (22 + 0)        |
| 2002   | Ruud van Nistelrooy    | Manchester United                    | 14 (1 + 13)        |
| 2003   | Thierry Henry          | Arsenal FC                           | 15 (11 + 4)        |
| 2004   | Ali Daei               | Pirouzi Teheran Saba Battery Teheran | 17 (17 + 0)        |
| 2005   | Adriano Leite Ribeiro  | Inter Milan                          | 18 (10 + 8)        |
| 2006   | Humberto Suazo         | Colo Colo                            | 17 (4 + 13)        |
| 2007   | Trésor Mputu           | TP Mazembe                           | 20 (1 + 19)        |
| 2008   | Leandson Dias da Silva | Al Muharraq Club                     | 19 (0 + 19)        |
| 2009   | Shinji Okazaki         | Shimizu S-Pulse                      | 15 (15 + 0)        |
| 2010   | Bader Al-Mutawa        | Qadsia Sporting Club                 | 17 (10 + 7)        |
| 2011   | Lionel Messi           | FC Barcelone                         | 19 (4 + 15)        |
| 2012   | Lionel Messi           | FC Barcelone                         | 25 (12 + 13)       |
| 2013   | Cristiano Ronaldo      | Real Madrid                          | 25 (10 + 15)       |
| 2014   | Cristiano Ronaldo      | Real Madrid                          | 20 (5 + 15)        |
| 2015   | Robert Lewandowski     | Bayern Munich                        | 22 (11 + 11)       |
| 2016   | Cristiano Ronaldo      | Real Madrid                          | 26 (11 + 15)       |
| 2017   | Cristiano Ronaldo      | Real Madrid                          | 32 (11 + 21)       |
| 2018   | Baghdad Bounedjah      | Al Sadd SC                           | 20 (7 + 13)        |
| 2019   | Cristiano Ronaldo      | Juventus                             | 21                 |
| 2020   | Romelu Lukaku          | Inter Milan                          | 16                 |
| 2021   | Robert Lewandowski     | Bayern Munich                        | 24                 |
| 2022   | Lionel Messi           | Paris Saint-Germain                  | 22                 |
| 2023   | Romelu Lukaku          | AS Roma                              | 22                 |

| Saison | Joueur                                | Club                          | Buts |
| ------ | ------------------------------------- | ----------------------------- | ---- |
| 1997   | Hakan Şükür                           | Galatasaray SK                | 38   |
| 1998   | Iván Kaviedes                         | CS Emelec                     | 43   |
| 1999   | Mário Jardel                          | FC Porto                      | 36   |
| 2000   | Mário Jardel                          | FC Porto                      | 38   |
| 2001   | José Alfredo Castillo                 | Oriente Petrolero             | 42   |
| 2002   | Joaquín Botero                        | Bolívar La Paz                | 49   |
| 2003   | José Cardozo                          | Club Toluca                   | 58   |
| 2004   | Patricio Galaz                        | Cobreloa                      | 42   |
| 2005   | Clemerson                             | Gamba Osaka                   | 33   |
| 2006   | Klaas-Jan Huntelaar                   | SC Heerenveen/Ajax Amsterdam  | 35   |
| 2007   | Afonso Alves                          | SC Heerenveen                 | 38   |
| 2008   | Lucas Barrios                         | Colo-Colo                     | 37   |
| 2009   | Marc Janko                            | Red Bull Salzbourg            | 39   |
| 2010   | Luis Suárez                           | Ajax Amsterdam                | 35   |
| 2011   | Aleksandrs Čekulajevs                 | Narva Trans                   | 46   |
| 2012   | Lionel Messi                          | FC Barcelone                  | 50   |
| 2013   | Lionel Messi                          | FC Barcelone                  | 46   |
| 2014   | Cristiano Ronaldo Luis Suárez         | Real Madrid Liverpool FC      | 31   |
| 2015   | Cristiano Ronaldo                     | Real Madrid                   | 48   |
| 2016   | Luis Suárez                           | FC Barcelone                  | 40   |
| 2017   | Lionel Messi                          | FC Barcelone                  | 37   |
| 2018   | Lionel Messi Jonas Gonçalves Oliveira | FC Barcelone Benfica Lisbonne | 34   |
| 2019   | Abderrazak Hamed-Allah                | Al-Nassr Football Club        | 57   |
| 2020   | Ciro Immobile                         | Lazio Rome                    | 36   |
| 2021   | Robert Lewandowski                    | Bayern Munich                 | 41   |
| 2022   | Robert Lewandowski                    | Bayern Munich                 | 36   |
| 2023   | Harry Kane                            | / Tottenham/Bayern Munich     | 38   |

#### Meilleurs gardiens de but et meilleurs meneur de jeu
L'IFFHS récompense le meilleur gardien de but de l'année depuis 1987, le meilleur meneur de jeu depuis 2006. L'Espagnol Iker Casillas l'Italien Gianluigi Buffon et l'allemand manuel neuer sont, avec cinq trophées, les gardiens de but les plus récompensés.
| Saison | Joueur                    | Club                   |
| ------ | ------------------------- | ---------------------- |
| 1987   | Jean-Marie Pfaff          | Bayern Munich          |
| 1988   | Rinat Dasaev              | Spartak Moscou         |
| 1989   | Walter Zenga              | Inter Milan            |
| 1990   | Walter Zenga              | Inter Milan            |
| 1991   | Walter Zenga              | Inter Milan            |
| 1992   | Peter Schmeichel          | Manchester United      |
| 1993   | Peter Schmeichel          | Manchester United      |
| 1994   | Michel Preud'homme        | FC Malines             |
| 1995   | José Luis Chilavert       | Vélez Sársfield        |
| 1996   | Andreas Köpke             | Olympique de Marseille |
| 1997   | José Luis Chilavert       | Vélez Sársfield        |
| 1998   | José Luis Chilavert       | Vélez Sársfield        |
| 1999   | Oliver Kahn               | Bayern Munich          |
| 2000   | Fabien Barthez            | Manchester United      |
| 2001   | Oliver Kahn               | Bayern Munich          |
| 2002   | Oliver Kahn               | Bayern Munich          |
| 2003   | Gianluigi Buffon          | Juventus               |
| 2004   | Gianluigi Buffon          | Juventus               |
| 2005   | Petr Čech                 | Chelsea                |
| 2006   | Gianluigi Buffon          | Juventus               |
| 2007   | Gianluigi Buffon          | Juventus               |
| 2008   | Iker Casillas             | Real Madrid            |
| 2009   | Iker Casillas             | Real Madrid            |
| 2010   | Iker Casillas             | Real Madrid            |
| 2011   | Iker Casillas             | Real Madrid            |
| 2012   | Iker Casillas             | Real Madrid            |
| 2013   | Manuel Neuer              | Bayern Munich          |
| 2014   | Manuel Neuer              | Bayern Munich          |
| 2015   | Manuel Neuer              | Bayern Munich          |
| 2016   | Manuel Neuer              | Bayern Munich          |
| 2017   | Gianluigi Buffon          | Juventus               |
| 2018   | Thibaut Courtois          | Chelsea / Real Madrid  |
| 2019   | Alisson                   | Liverpool              |
| 2020   | Manuel Neuer              | Bayern Munich          |
| 2021   | Gianluigi Donnarumma      | Milan AC / Paris SG    |
| 2022   | Thibaut Courtois          | Real Madrid            |
| 2023   | Ederson Santana de Moraes | Manchester City        |

| Année | Joueur          | Club                        |
| ----- | --------------- | --------------------------- |
| 2006  | Zinédine Zidane | Real Madrid                 |
| 2007  | Kaká            | Milan AC                    |
| 2008  | Xavi            | FC Barcelone                |
| 2009  | Xavi            | FC Barcelone                |
| 2010  | Xavi            | FC Barcelone                |
| 2011  | Xavi            | FC Barcelone                |
| 2012  | Andrés Iniesta  | FC Barcelone                |
| 2013  | Andrés Iniesta  | FC Barcelone                |
| 2014  | Toni Kroos      | Bayern Munich / Real Madrid |
| 2015  | Lionel Messi    | FC Barcelone                |
| 2016  | Lionel Messi    | FC Barcelone                |
| 2017  | Lionel Messi    | FC Barcelone                |
| 2018  | Luka Modrić     | Real Madrid                 |
| 2019  | Lionel Messi    | FC Barcelone                |
| 2020  | Kevin de Bruyne | Manchester City             |
| 2021  | Kevin de Bruyne | Manchester City             |
| 2022  | Lionel Messi    | Paris Saint-Germain         |
| 2023  | Kevin de Bruyne | Manchester City             |

#### Footballeur actif le plus populaire au monde
Depuis 2006, IFFHS désigne le footballeur actif le plus populaire au monde. L'élection prend en compte le calendrier annuel,.
| Année | Joueur            | Club         |
| ----- | ----------------- | ------------ |
| 2006  | Steven Gerrard    | Liverpool    |
| 2007  | Mohamed Aboutrika | Al Ahly      |
| 2008  | Mohamed Aboutrika | Al Ahly      |
| 2009  | Lionel Messi      | FC Barcelone |
| 2010  | Carlos Pavon      | Real España  |
| 2011  | Francesco Totti   | AS Roma      |

#### Footballeurs de légende
En 2016, l'IFFHS dresse la liste des 48 plus grands footballeurs de l'histoire.
| Joueur                  | Pays                 | Poste             |
| ----------------------- | -------------------- | ----------------- |
| Rabah Madjer            | Algérie              | Attaquant         |
| Alfredo Di Stéfano      | Argentine            | Attaquant         |
| Diego Maradona          | Argentine            | Milieu de terrain |
| Pelé                    | Brésil               | Attaquant         |
| Garrincha               | Brésil               | Attaquant         |
| Ronaldo                 | Brésil               | Attaquant         |
| Zico                    | Brésil               | Milieu de terrain |
| Roger Milla             | Cameroun             | Attaquant         |
| Hao Haidong             | Chine                | Attaquant         |
| Sun Jihai               | Chine                | Défenseur         |
| Mahmoud Al-Khatib       | Égypte               | Attaquant         |
| Mohamed Aboutrika       | Égypte               | Milieu de terrain |
| Michel Platini          | France               | Milieu de terrain |
| Zinédine Zidane         | France               | Milieu de terrain |
| Franz Beckenbauer       | Allemagne            | Défenseur         |
| Gerd Müller             | Allemagne de l'Ouest | Attaquant         |
| Lothar Matthäus         | Allemagne            | Milieu de terrain |
| Ferenc Puskás           | Hongrie              | Attaquant         |
| Baichung Bhutia         | Inde                 | Attaquant         |
| Ali Daei                | Iran                 | Attaquant         |
| Dino Zoff               | Italie               | Gardien           |
| Roberto Baggio          | Italie               | Attaquant         |
| Hidetoshi Nakata        | Japon                | Milieu de terrain |
| Cha Bum-geun            | Corée du Sud         | Attaquant         |
| Jasem Yacob             | Koweït               | Attaquant         |
| George Weah             | Liberia              | Attaquant         |
| Antonio Carbajal        | Mexique              | Gardien           |
| Hugo Sánchez            | Mexique              | Attaquant         |
| Johan Cruyff            | Pays-Bas             | Attaquant         |
| Marco van Basten        | Pays-Bas             | Attaquant         |
| Ruud Gullit             | Pays-Bas             | Milieu de terrain |
| Wynton Rufer            | Nouvelle-Zélande     | Attaquant         |
| Nwankwo Kanu            | Nigeria              | Attaquant         |
| José Luis Chilavert     | Paraguay             | Gardien           |
| Eusébio                 | Portugal             | Attaquant         |
| Luís Figo               | Portugal             | Milieu de terrain |
| Lev Yachine             | URSS                 | Gardien           |
| Majed Abdullah          | Arabie saoudite      | Attaquant         |
| Francisco Gento         | Espagne              | Attaquant         |
| Tanju Çolak             | Turquie              | Attaquant         |
| Oleg Blokhine           | Ukraine              | Attaquant         |
| Bobby Charlton          | Angleterre           | Milieu de terrain |
| David Beckham           | Angleterre           | Milieu de terrain |
| Stanley Matthews        | Angleterre           | Attaquant         |
| Juan Alberto Schiaffino | Uruguay              | Milieu de terrain |
| Landon Donovan          | États-Unis           | Attaquant         |
| Lucas Radebe            | Afrique du Sud       | Défenseur         |
| Ryan Giggs              | Pays de Galles       | Milieu de terrain |

#### Autres trophées
En 2007, l'IFFHS a décerné le titre de « Génie du football » à l'Allemand Franz Beckenbauer.

### Entraîneur
Depuis 1996, l'IFFHS désigne le meilleur entraîneur de football au monde, respectivement en sélection et en club. L'élection prend en compte le calendrier annuel.
| Année | Entraîneur              | Sélection |
| ----- | ----------------------- | --------- |
| 1996  | Berti Vogts             | Allemagne |
| 1997  | Mário Zagallo           | Brésil    |
| 1998  | Aimé Jacquet            | France    |
| 1999  | Vanderlei Luxemburgo    | Brésil    |
| 2000  | Roger Lemerre           | France    |
| 2001  | Marcelo Bielsa          | Argentine |
| 2002  | Luiz Felipe Scolari     | Brésil    |
| 2003  | Jacques Santini         | France    |
| 2004  | Otto Rehhagel           | Grèce     |
| 2005  | Carlos Alberto Parreira | Brésil    |
| 2006  | Marcello Lippi          | Italie    |
| 2007  | Dunga                   | Brésil    |
| 2008  | Luis Aragonés           | Espagne   |
| 2009  | Vicente del Bosque      | Espagne   |
| 2010  | Vicente del Bosque      | Espagne   |
| 2011  | Óscar Tabárez           | Uruguay   |
| 2012  | Vicente del Bosque      | Espagne   |
| 2013  | Vicente del Bosque      | Espagne   |
| 2014  | Joachim Löw             | Allemagne |
| 2015  | Jorge Sampaoli          | Chili     |
| 2016  | Fernando Santos         | Portugal  |
| 2017  | Joachim Löw             | Allemagne |
| 2018  | Didier Deschamps        | France    |
| 2019  | Fernando Santos         | Portugal  |
| 2020  | Didier Deschamps        | France    |
| 2021  | Roberto Mancini         | Italie    |
| 2022  | Lionel Scaloni          | Argentine |
| 2023  | Lionel Scaloni          | Argentine |

| Année | Entraîneur         | Club              |
| ----- | ------------------ | ----------------- |
| 1996  | Marcello Lippi     | Juventus          |
| 1997  | Ottmar Hitzfeld    | Borussia Dortmund |
| 1998  | Marcello Lippi     | Juventus          |
| 1999  | Sir Alex Ferguson  | Manchester United |
| 2000  | Carlos Bianchi     | Boca Juniors      |
| 2001  | Ottmar Hitzfeld    | Bayern Munich     |
| 2002  | Vicente del Bosque | Real Madrid       |
| 2003  | Carlos Bianchi     | Boca Juniors      |
| 2004  | José Mourinho      | Porto             |
| 2005  | José Mourinho      | Chelsea           |
| 2006  | Frank Rijkaard     | FC Barcelone      |
| 2007  | Carlo Ancelotti    | Milan AC          |
| 2008  | Sir Alex Ferguson  | Manchester United |
| 2009  | Josep Guardiola    | FC Barcelone      |
| 2010  | José Mourinho      | Inter Milan       |
| 2011  | Josep Guardiola    | FC Barcelone      |
| 2012  | José Mourinho      | Real Madrid       |
| 2013  | Jupp Heynckes      | Bayern Munich     |
| 2014  | Carlo Ancelotti    | Real Madrid       |
| 2015  | Luis Enrique       | FC Barcelone      |
| 2016  | Diego Simeone      | Atlético Madrid   |
| 2017  | Zinédine Zidane    | Real Madrid       |
| 2018  | Zinédine Zidane    | Real Madrid       |
| 2019  | Jürgen Klopp       | Liverpool FC      |
| 2020  | Hans-Dieter Flick  | Bayern Munich     |
| 2021  | Thomas Tuchel      | Chelsea FC        |
| 2022  | Carlo Ancelotti    | Real Madrid       |
| 2023  | Josep Guardiola    | Manchester City   |

### Meilleur arbitre du monde
Depuis 1987, l'IFFHS désigne le meilleur arbitre de football au monde. Depuis 2012, il désigne également la meilleure arbitre. L'élection prend en compte le calendrier annuel. Pierluigi Collina le remporte à six reprises entre 1998 et 2003.
| Année | Masculins             | Féminins               |
| ----- | --------------------- | ---------------------- |
| 1987  | Romualdo Arppi Filho  | N'existe pas           |
| 1988  | Michel Vautrot (1)    | N'existe pas           |
| 1989  | Michel Vautrot (2)    | N'existe pas           |
| 1990  | José Roberto Wright   | N'existe pas           |
| 1991  | Peter Mikkelsen (1)   | N'existe pas           |
| 1992  | Aron Schmidhuber      | N'existe pas           |
| 1993  | Peter Mikkelsen (2)   | N'existe pas           |
| 1994  | Sándor Puhl (1)       | N'existe pas           |
| 1995  | Sándor Puhl (2)       | N'existe pas           |
| 1996  | Sándor Puhl (3)       | N'existe pas           |
| 1997  | Sándor Puhl (4)       | N'existe pas           |
| 1998  | Pierluigi Collina (1) | N'existe pas           |
| 1999  | Pierluigi Collina (2) | N'existe pas           |
| 2000  | Pierluigi Collina (3) | N'existe pas           |
| 2001  | Pierluigi Collina (4) | N'existe pas           |
| 2002  | Pierluigi Collina (5) | N'existe pas           |
| 2003  | Pierluigi Collina (6) | N'existe pas           |
| 2004  | Markus Merk (1)       | N'existe pas           |
| 2005  | Markus Merk (2)       | N'existe pas           |
| 2006  | Horacio Elizondo      | N'existe pas           |
| 2007  | Markus Merk (3)       | N'existe pas           |
| 2008  | Roberto Rosetti       | N'existe pas           |
| 2009  | Massimo Busacca       | N'existe pas           |
| 2010  | Howard Webb (1)       | N'existe pas           |
| 2011  | Viktor Kassai         | N'existe pas           |
| 2012  | Pedro Proença         | Jenny Palmqvist        |
| 2013  | Howard Webb (2)       | Bibiana Steinhaus (1)  |
| 2014  | Nicola Rizzoli (1)    | Bibiana Steinhaus (2)  |
| 2015  | Nicola Rizzoli (2)    | Kateryna Monzul        |
| 2016  | Mark Clattenburg      | Katalin Kulcsár        |
| 2017  | Felix Brych (1)       | Bibiana Steinhaus (3)  |
| 2018  | Néstor Pitana         | Bibiana Steinhaus (4)  |
| 2019  | Damir Skomina         | Stéphanie Frappart (1) |
| 2020  | Daniele Orsato        | Stéphanie Frappart (2) |
| 2021  | Felix Brych (2)       | Stéphanie Frappart (3) |
| 2022  | Szymon Marciniak (1)  | Stéphanie Frappart (4) |
| 2023  | Szymon Marciniak (2)  | Stéphanie Frappart (5) |
| 2024  | François Letexier     | Rebecca Welch          |

## Classement des meilleurs championnats nationaux
Le « meilleur championnat national du monde » est un trophée décerné chaque année depuis 1991 par l'IFFHS. Le classement est établi en se basant sur les résultats des meilleures équipes de chaque championnat dans les compétitions internationales.
Le palmarès cumulé, de 1991 à 2017, est le suivant :
| Rang | Championnat | 1re place | 2e place | 3e place |
| ---- | ----------- | --------- | -------- | -------- |
| 1    | Espagne     | 12        | 10       | 3        |
| 2    | Italie      | 10        | 5        | 7        |
| 3    | Angleterre  | 4         | 9        | 4        |